# Рихтер, Александр Борисович
Александр Борисович Рихтер (нем. Alexander Christoph Friedrich von Richter; 1809—1859) — русский дипломат, посланник в Бельгии (1856—1859). Действительный статский советник. Старший брат генерала О. Б. Рихтера.

## Биография
Родился 18 июня 1809 года в семье Бориса Христофоровича Рихтера (1772—1832).
Первоначально обучался в Благородном пансионе, с 1820 года — в Царскосельском лицее, после окончания которого в 1826 году с чином 9-го класса с 12 сентября поступил на службу в Министерство иностранных дел. В 1838 году был пожалован в звание камер-юнкера Высочайшего двора, произведён в коллежские советники (12.09.1838) и состоял до 1842 года старшим секретарём при миссии в Дрездене. В чин статского советника был произведён 23 января 1843 года. С 1845 года был младшим советником Министерства иностранных дел и членом Главного управления цензуры со стороны этого министерства.
В 1847—1855 годах управлял 3-й экспедицией особенной канцелярии при Министерстве иностранных дел; 17 июля 1856 года он был назначен российским чрезвычайным посланником и полномочным министром при бельгийском дворе и занимал этот пост до дня смерти, последовавшей 16 апреля 1859 года; с 1850 года состоял в чине действительного статского советника и с 1846 года — в звании камергера Высочайшего Двора.
Награждён орденами Св. Анны 1-й степени и Св. Станислава 1-й степени.
Умер 16 апреля 1859 года.

## Семья

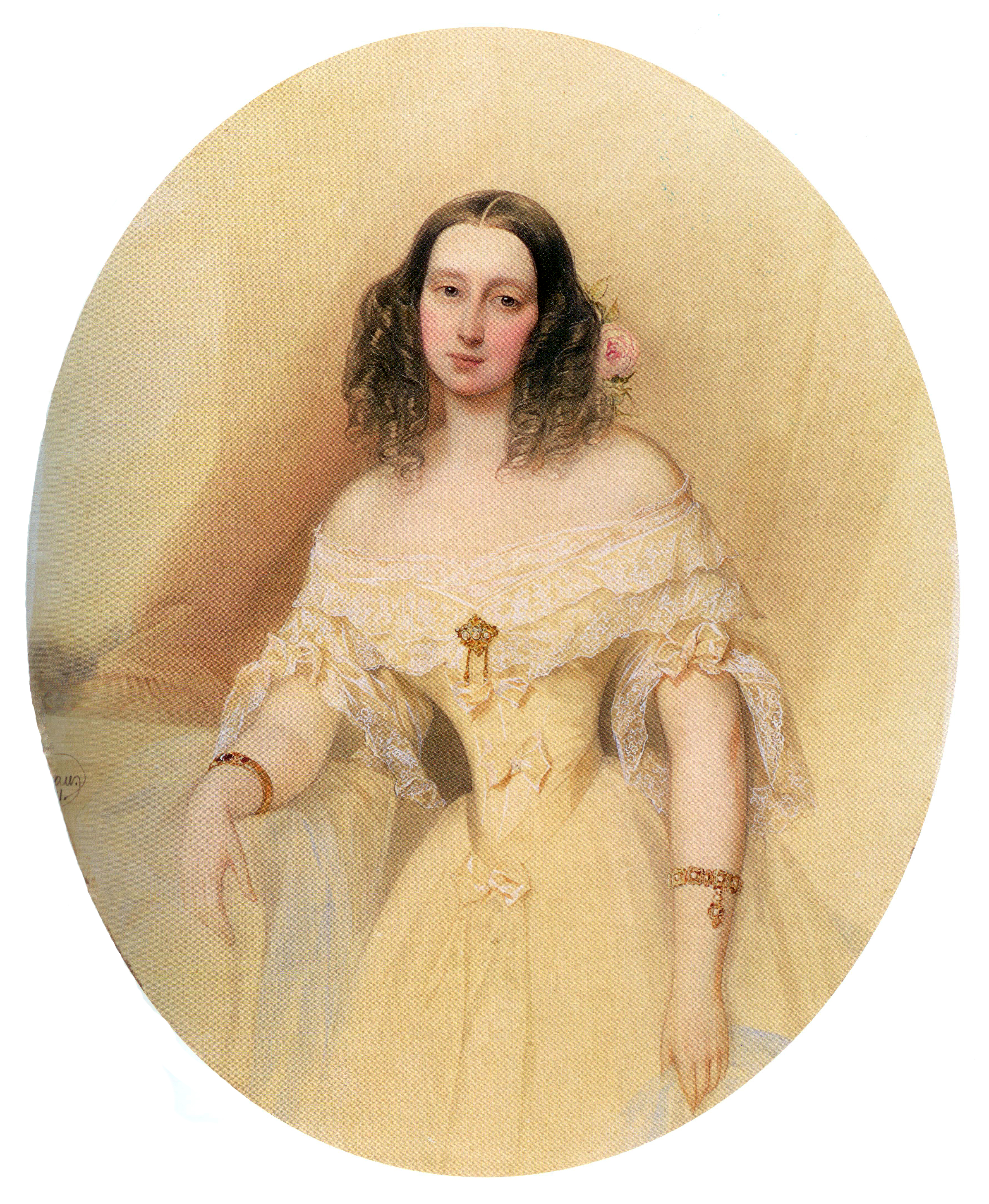
Евдокия Андреевна на акварели В. И. Гау (1841)

Жена (с 6 апреля 1852 года) — Евдокия Андреевна Пашкова (1821—27.09.1894), дочь генерал-майора А. И. Пашкова. По отзывам современников, не будучи красавицей, девица Пашкова была очень представительна, держалась прямо, говорила тихо и свысока. Умная и бойкая, она сумела собрать вокруг себя нечто вроде собственного двора. Отец её держал в своем петербургском имении великолепную псовую охоту, и она, лихо ездя верхом и зная в совершенстве все законы и термины благородной забавы, проводила, во главе свиты поклонников, целые дни на коне, травя лисиц и зайцев. Пока очаровательница не вышла замуж за пленившего её сердце дипломата Рихтера. С 1850 по 1853 год совладелица Белорецких, с 1850 по 1855 год Кагинских заводов на Урале.
Дочь — Екатерина Александровна (27.11.1853—22.06.1934), родилась в Петербурге, крещена 22 декабря 1853 года в Симеоновской церкви при восприемстве графа Н. Д. Зубова. В первом браке замужем за графом Александром Александровичем Мордвиновым (1843—1891), во втором — жена Виктора Клавдиевича Ермолова ?—1936), внука покорителя Кавказа. Умерла в Ментоне во Франции.